# Acaenitus dubitator
Acaenitus dubitator là một loài tò vò trong họ Ichneumonidae.